# Waterschap Abbega
Het Waterschap Abbega was een klein waterschap in de gemeente Wymbritseradeel in de Nederlandse provincie Friesland.
Het waterschap had zijn ontstaan te danken aan in het begin van de twintigste eeuw ondernomen pogingen om te komen tot een betere waterbeheersing in het gebied van het waterschap De Scherwolder- en Morra-Hemmen. Het gebied van het voormalige waterschap maakt sinds 2004 deel uit van het Wetterskip Fryslân.